# Rodrigo Paz
Pour les articles homonymes, voir Paz.
Rodrigo Paz Delgado, né le 20 décembre 1933 à Tulcán (Équateur) et mort le 17 août 2021 à Tampa (États-Unis), est un chef d'entreprise, un homme politique et dirigeant sportif équatorien. 

## Biographie
Il est maire de Quito entre 1988 et 1992. Il est candidat à la présidence de l'Équateur en 1996. Il est également ministre des finances dans le gouvernement de Jaime Roldós, et président du Conseil National de Modernisation (CONAM) dans le gouvernement intérimaire de Fabián Alarcón.
En 2004, il brigue un nouveau mandat de maire de la capitale équatorienne, mais il est battu par Paco Moncayo, qui était maire depuis 2000 et avait pris une large avance sur Paz.
Dans le milieu sportif, il est dirigeant de la Liga Deportiva Universitaria, et impulse la construction du stade de la Liga Deportiva Universitaria de Quito en 1997. Il est également à la tête de la Bordadora lors de la réalisation de ses plus importants succès, tels que la Copa Libertadores 2008, la Copa Sudamericana 2009 et les Recopas Sudamericanas 2009 et 2010.

### Dernières années et mort
Les dernières années de sa vie sont marquées par des problèmes respiratoires et pulmonaires causées par son asthme. Il meurt d'une hémorragie gastro-intestinale le 17 août 2021 dans un hôpital de Tampa aux États-Unis.